# 李宝祥
李宝祥（1940年—），山西襄汾人，中国人民解放军将领、中国人民解放军中将。 
1985年8月至1992年2月，担任中国人民解放军陆军第二十一集团军政治委员。1993年4月至1994年11月，担任中国人民解放军陆军第四十七集团军政治委员。1994年12月至2003年7月，担任中国人民解放军兰州军区副政治委员。1996年，授予中国人民解放军中将。1997年9月，当选第十五届中央纪律检查委员会委员。